# Schillig

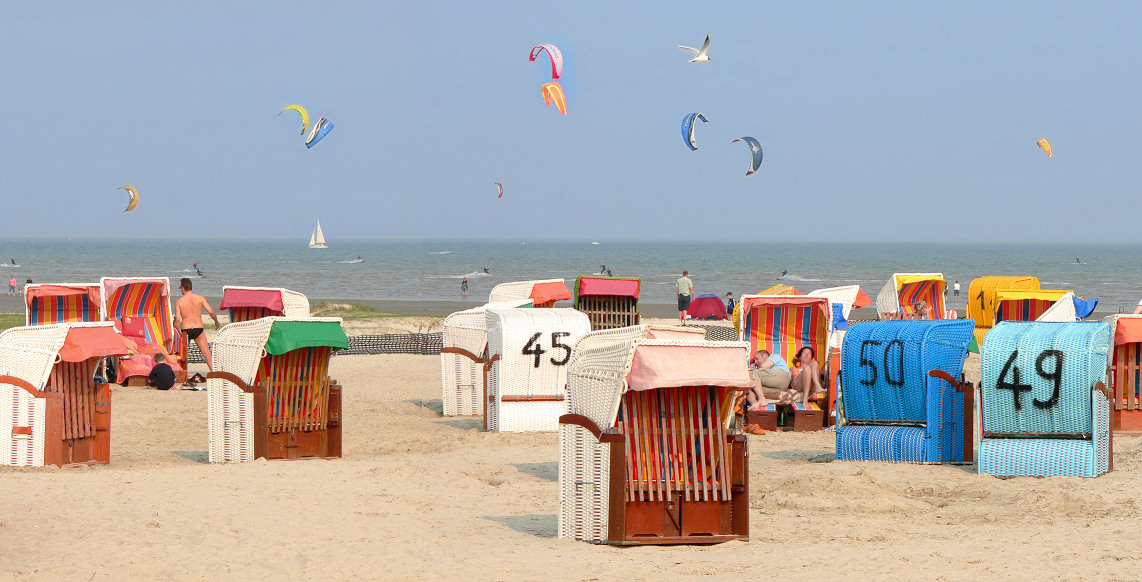
La plage de Schillig, endroit privilégié pour les amateurs de cerfs-volants.

Schillig est une station balnéaire située dans la commune de Wangerland dans l’Arrondissement de Frise, en Basse-Saxe. C'est un lieu-dit du village de Horumersiel-Schillig, qui occupe la pointe du cap nord-est de la presqu'île de Frise Orientale, mais dans la province d’Oldenbourg.

## Géographie

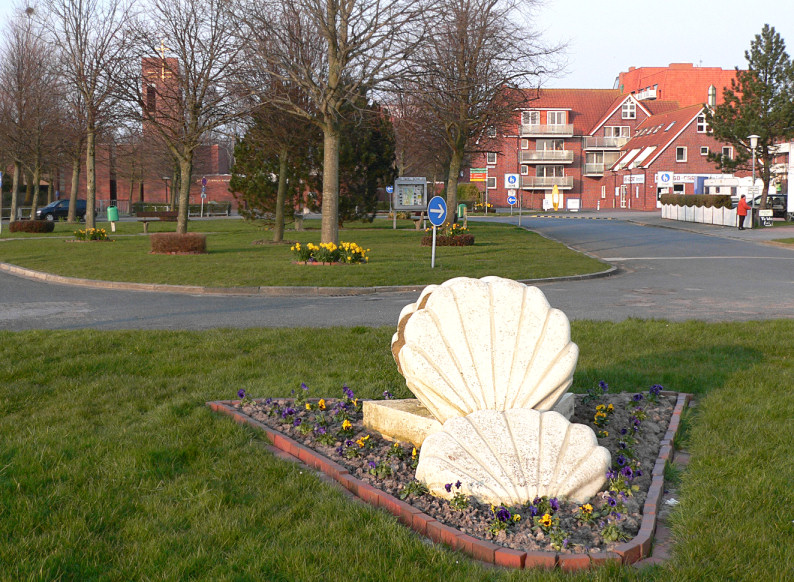
Cette sculpture de coquillage rappelle l'importance de cette ressource naturelle pour le développement économique de la localité.

Cette plage se trouve à environ 20 km au nord de Wilhelmshaven, à deux kilomètres au nord de Horumersiel à 4 km à l'est de Minsen. Au large, on trouve les îles frisonnes de Wangerooge, Mellum et Minsener Oog.

### Toponyme
Le nom actuel vient du mot Schill (qui, comme Schale, « coquille », est apparenté à l’anglais shell), synonyme de « coquillages », que les courants marins avaient répandu à foison sur les récifs de l’endroit. On utilisait autrefois ces coquilles pour produire de la chaux. Une sculpture blanche représentant un coquillage, à l'entrée de la station balnéaire, rappelle l'importance historique de cette ressource pour l'histoire de la localité.

### La réserve naturelle
La Réserve naturelle de Wiesenbatterie Schillig, créée le 7 août 1982, se trouve au nord-ouest de Schillig. Cette friche militaire, surtout active au cours de la Première Guerre mondiale, fut en grande partie dynamitée en 1945. Elle s'est depuis couverte d'une forêt qui, compte tenu de l'étendue des marécages privés d'arbres alentour, présente un intérêt vital pour l’avifaune.

### Raz-de-marée
Schillig, de par sa situation exposée à la pointe nord-est de la presqu'île de Frise orientale, a de tout temps été en proie aux raz-de-marée. Depuis le XVe siècle, les digues et prairies du côté de Horumersiel ont été  submergées à de multiples reprises, et chaque fois regagnées sur la mer. Cependant la crue de Noël 1717 fut d'une telle violence qu'elle creusa devant la digue entre Schillig et Horumersiel une fosse large de 82 m et profonde de 7 m, qu'on peut montrer encore aujourd'hui aux curistes.

## Histoire

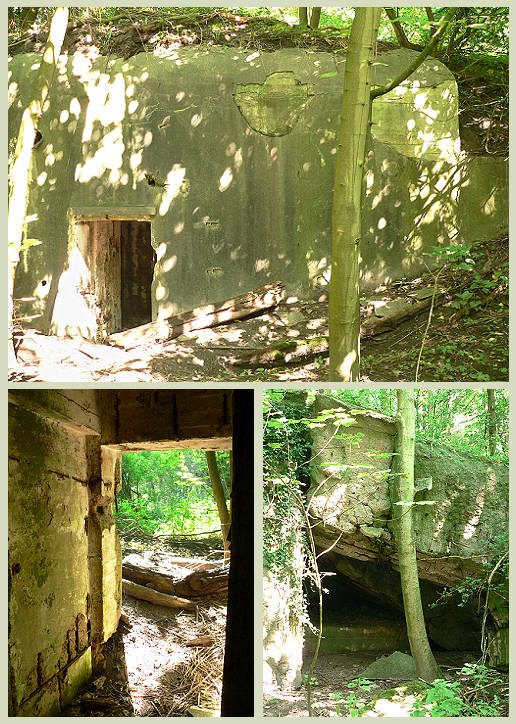
Le bunker de la Wiesenbatterie, à l'est de Schillig, avec ses murs de béton épais de 1,50 m, a été entièrement rasé durant l'été 2007.

Non loin de Schillig, on édifia en 1876-77 un premier phare haut de 23 m, qu'on remplaça plus tard par un modèle de couleur jaune bien visible. Il marquait l'embouchure stratégique de la Jade, menant au port de guerre de Wilhelmshaven. Ainsi Schillig était, à l'époque de la Marine impériale, l'avant-poste du chenal maritime de la Jade.
Pendant la guerre franco-allemande de 1870, ainsi qu'au cours de la Première et Seconde Guerre mondiale, plusieurs escadres de la Marine allemande étaient stationnées dans la rade de Schillig (repaire Napoléon). Puis dans la nuit du 29 au 30 octobre 1918, une mutinerie éclata sur plusieurs navires de la marine impériale, débouchant quelques jours plus tard sur les mutineries de Kiel, puis la  Révolution allemande de 1918-1919 et finalement la proclamation de la république en Allemagne. À l'époque de la base navale, une ligne de chemin de fer reliait Jever à Schillig, exploitée exclusivement par la Marine. Pour couvrir l'entrée du chenal maritime de la Jade à Schillig, les autorités militaires firent construire à l'est du village à la fin du XIXe siècle-début du XXe siècle des batteries d’artillerie de marine. Situées entre Schillig et Minsen, il y avait d'une part la batterie de la prairie et la batterie de digue. Ces deux forts avaient une emprise d’environ 100-500 m et étaient défendus de fossés et de casemates.
À ces deux batteries s’ajoutait la batterie d’estrans, montée sur un éperon en forme de digue, dont l’emplacement est aujourd’hui occupé par le restaurant „Utkiek“, à côté du camping. Schillig accueillait aussi un poste de communication par signaux optiques (Kaiserliche Marine-Nachrichtenstelle), avec les navires ancrés au large de la rade de Schillig.
À l’issue du traité de Versailles, les deux fortins furent désarmés, mais dans le cadre de la politique de réarmement lancée par les nazis en 1935, ils reprirent du service. Pendant la Deuxième Guerre mondiale, les batteries d'artillerie de Marine ainsi que toutes les installations militaires basées sur l’île de Wangerooge furent commises à la défense des côtes. Les batteries à longue portée de Schillig n’entrèrent d'ailleurs en action que dans les tout derniers jours de la Deuxième Guerre mondiale, en bombardant les Alliés progressant depuis l’intérieur des terres, au sud. Ces positions furent dotées de canons de la Flak, composantes du dispositif global de couverture antiaérienne du port de Wilhelmshaven. Au contraire de la base de Wangerooge, les bunkers et batteries du continent ne furent bombardées ni depuis la mer, ni depuis le ciel, mais à la fin de la guerre on les fit exploser.

## Religion
La majorité des habitants de Schillig est de confession luthérienne. L'église Saint-Nicolas, construite en 1977, dépend de la paroisse de Minsen.
Le 4 février 2012, la nouvelle église catholique de Schillig a été consacrée à sainte Marie. Elle remplace l'église de 1967, tombée en ruine et qu'on a rasée. Cette nouvelle église accueille quelque 800 fidèles de la communauté du Wangerland et les touristes catholiques.

## Économie et infrastructures

### Trafic
Les établissements de baignade de Schillig entrèrent en exploitation en 1856, après qu'un raz-de-marée eut ravagé la plage de l'île voisine de Wangerooge. À cette époque, le gardien de phare accueillait les touristes, qu'on hébergeait chez l'habitant. En 1939, la station balnéaire s'était développée au point d'accueillir annuellement 750 touristes. Dans les années 1950, on acheva la construction des chalets de vacances. Le camping, aujourd'hui l'un des plus grands d'Europe, ouvrit en 1954. Hormis quelques fermes isolées, Schillig compte surtout des chalets de vacances, quelques maisons et des appartements. L'île inhabitée de Minsener Oog est appréciée des amateurs de « rocaille ».

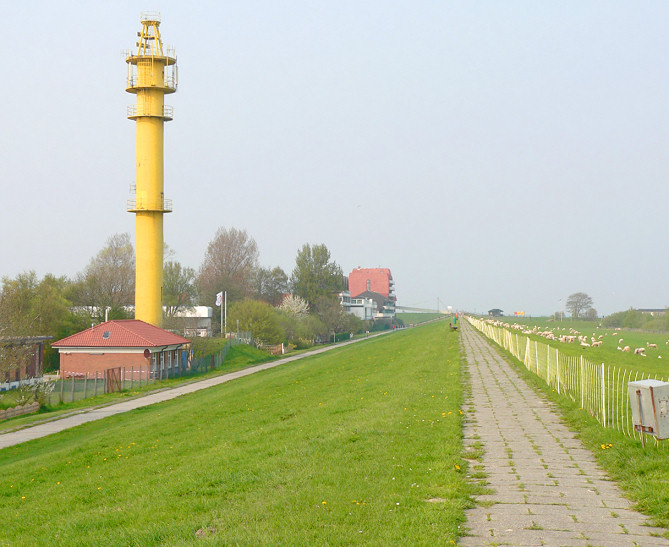
Le phare, haut de 42 m, est aujourd'hui désaffecté.
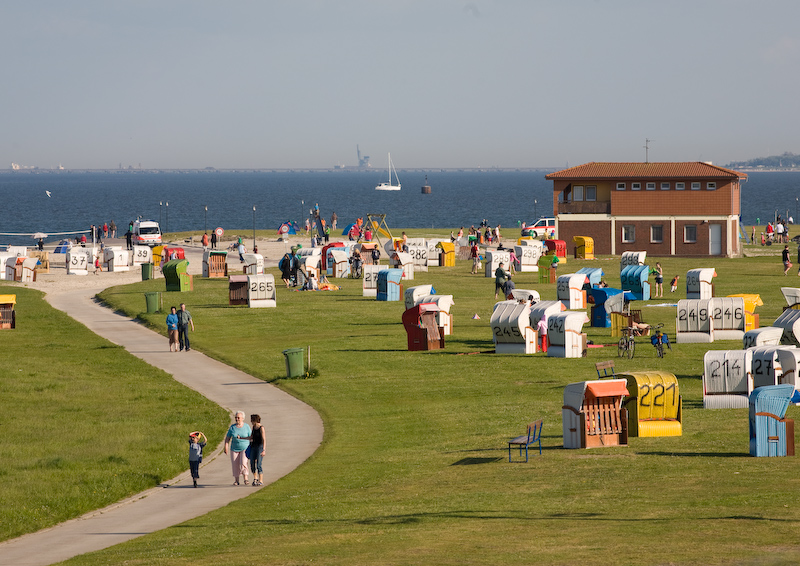
Vue typique de la plage avec sa pelouse : on aperçoit en arrière-plan le port de Wilhelmshaven.
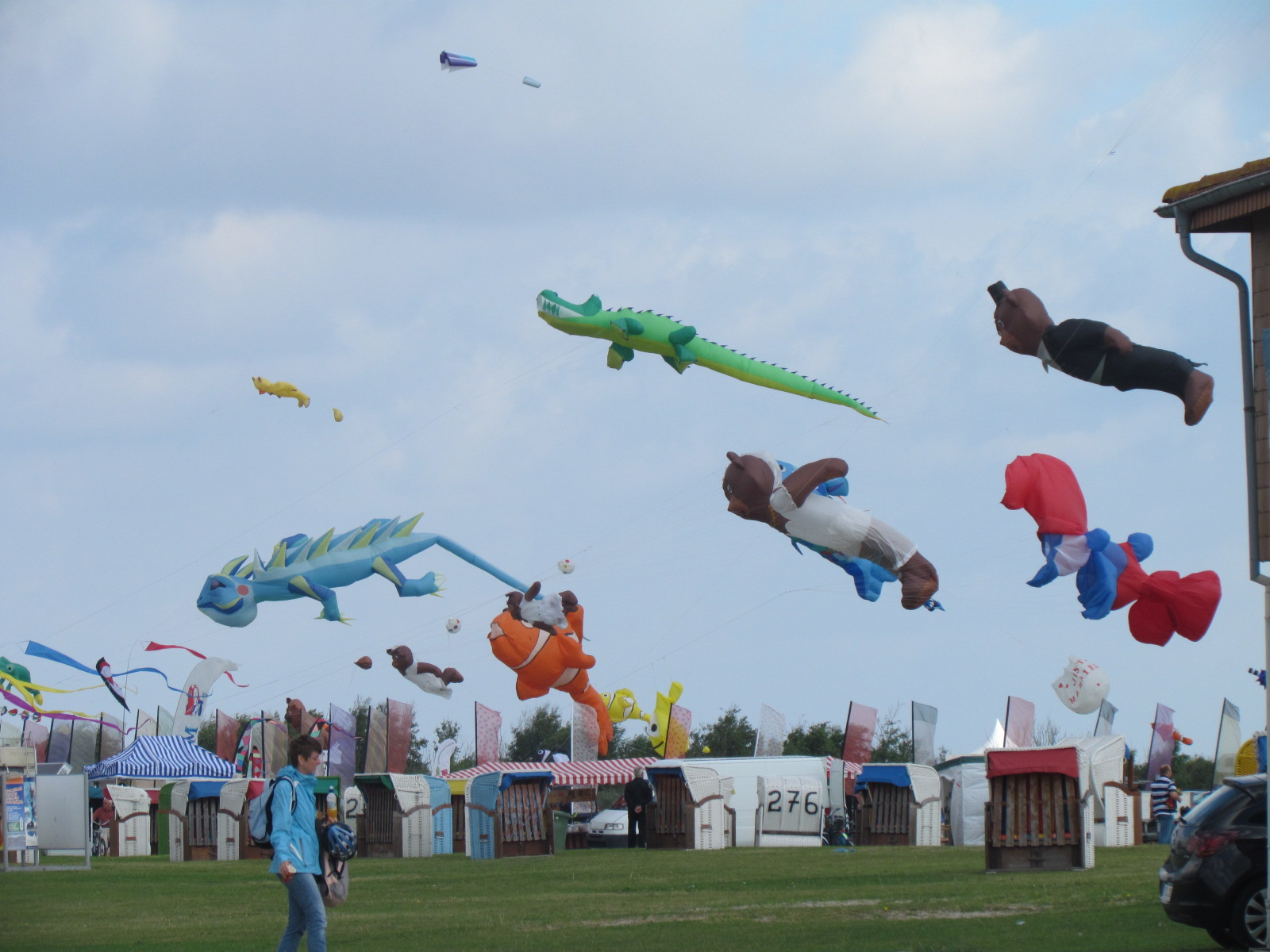
Le Festival International du cerf-volant de Schillig

### Dessertes
Schillig est desservie depuis Wilhelmshaven et Jever par deux lignes de la compagnie Weser-Ems Bus. Aux vacances d'été et de la Toussaint, une ligne de bus saisonnière se met en place, qui connecte les deux lignes précédentes vers des localités moins importantes. Plusieurs lignes, surtout pendant les vacances scolaires, ne circulent que sur réservation. Schillig est comprise dans la zone tarifaire de la Verkehrsverbund Ems-Jade.